# Чайконосая крачка
Чайконо́сая кра́чка (лат. Gelochelidon nilotica) — вид птиц из семейства чайковых (Laridae). Вместе с недавно выделенным Gelochelidon macrotarsa включен в род  Gelochelidon.

## Описание
Чайконосая крачка длиной от 35 ло 38 см, весит от 130 до 260 г, размах крыльев примерно 95—110 см. В брачном наряде макушка головы до затылка чёрного цвета, оперение верха до хвоста светло-серого цвета, низ тела белого цвета. Клюв и ноги чёрные. В зимнем оперении лоб и макушка белого цвета. Затылок покрыт размытыми темными продольными пестринами, за глазами дымчато-серое пятно. В зимнем оперении на макушке проходит серая полоса через глаз, на темени и на затылке сероватый налёт с тёмными пестринами. У молодых птиц примерно та же окраска головы, но часто с рыжеватым или бурым налётом, на спине бурые и рыжеватые пестрины, клюв летом с жёлтым основанием, к осени чернеет, ноги розовато-бурые.
Голос без трескучих звуков, свойственных другим крачкам. Обычные крики — мягкое, немного носовое «кэвэк», «квэк», «ке-век», реже «че-кво», «квэй-квэй-квэй». При тревоге — гнусавая трелька «ке-ве-ве», хищных птиц прогоняет сухими стрекочущими криками.

## Местообитание
Чайконосая крачка распространена как в Старом, так и в Новом Свете. Зимует в тропической Африке. Образует колонии на песчаных побережьях морей и на островах, поросшими невысокой травой или лишёнными растительности. Встречается также у степных водоёмов, реже на речных островах.

## Размножение

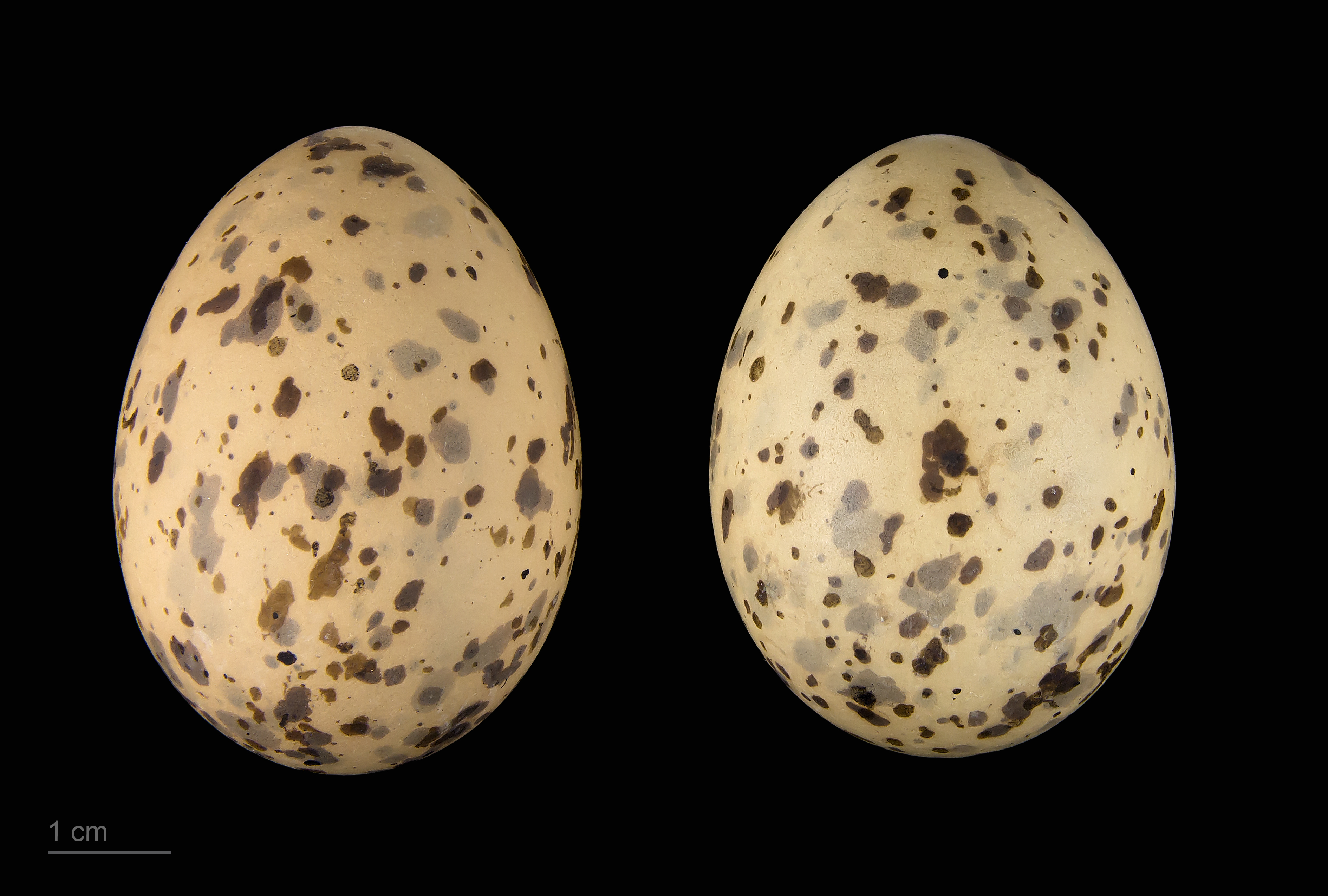
яйцо Gelochelidon nilotica - Тулузский музеум

Время выведения потомства приходится на май и июнь. Гнездо представляет собой ямку в грунте, лишённую выстилки или с небольшим количеством растительного материала. В кладке от 2-х до 4-х яиц песочного цвета. Продолжительность высиживания птенцов от 20 до 23 дней. Самец и самка оба участвуют в высиживании и кормлении потомства. Птенцы начинают летать примерно через месяц после вылупления.

## Питание
Питается в основном наземными насекомыми и мелкими позвоночными животными — ящерицами, лягушками, мелкими грызунами, дождевыми червями. Поедает птенцов у куликов, воробьиных и других крачек. В незначительном количестве поедает рыбу и водных беспозвоночных. В поисках корма медленно летает над лугами и болотами, в редких случаях — над водой.